# As Portelas

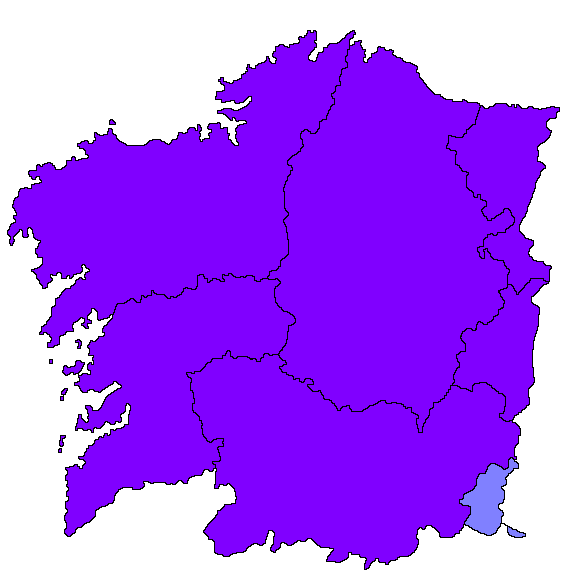
Situació d'As Portelas (en blau clar, a la província de Zamora), respecte de la resta de territoris on es parla gallec (en violat).

As Portelas o Alta Sanabria és una subcomarca dintre de la comarca de Sanabria, al nord-oest de la província de Zamora. Es troba a la frontera amb Galícia i s'hi parla gallec, tot i que no està reconegut de manera oficial. Juntament amb el Bierzo i la Terra Eo-Navia forma part de l'anomenada Galícia irredempta.
Està formada pels municipis de Porto, Pías, Lubián i Hermisende, i el llogaret de Calabor, del municipi de Pedralba de la Pradería. Històricament ha sigut una zona apartada de la resta de la província de Zamora i ha tingut millor accés a la veïna província d'Ourense. Aproximadament el 90% de la població parla el gallec.